# Ksienija Stankiewicz
Ksienija Siarhiejeuna Stankiewicz (biał. Ксенія Сяргееўна Станкевіч; ros. Ксения Сергеевна Станкевич; ur. 28 stycznia 1996) – białoruska zapaśniczka walcząca w stylu wolnym. Siódma na mistrzostwach świata w 2018 i 2023 roku. 
Brązowa medalistka mistrzostw Europy w 2019 i 2020; piąta w 2018. Brązowa medalistka igrzysk wojskowych w 2019. Szósta w Pucharze Świata w 2018. Trzecia na MŚ juniorów w 2015 i druga na ME w 2014, 2015 i 2016. Trzecia na ME U-23 w 2018 i 2019 roku.